# 旗长
旗长在现代是中国内蒙古自治区特有的县级行政区——旗的行政首长。在清代，旗长（转写：gūsa-i da，音譯「固孜达」）則是旗的长官（扎萨克、总管等）之统称。

## 清代
清廷在入关前，即根据八旗制度在蒙古建立盟旗制度，旗逐成为蒙古各部的军事和行政单位。外藩各旗与八旗一样，也设“固山额真”。最初，外藩蒙古各旗旗主也称“管事贝勒”、“执政贝勒”。1642年后，漠南蒙古各旗旗主称呼逐渐固定为“扎薩克”:16。此后，外藩蒙古一般被称为“扎萨克旗”，此外还有锡勒图库伦、察罕诺门罕两个扎萨克喇嘛旗，札薩克、掌印札萨克达喇嘛均世袭。而内屬蒙古则根据长官的不同分别称为“总管旗”、“副都统旗”、“散秩大臣旗”几类:48:53。总管旗、副都统旗亦有世袭的情况出现。
清代时，旗长是掌管本旗政治、经济、民事、司法权力的一旗之长。旗长与都統（满语称“固山額真”）视同为管理地方军政、民政的职务。
外藩蒙古的札薩克由各部首领即蒙古王公担任，多为世袭。少数由清廷勅任，称“公中”。札萨克的任命由盟长（由各旗王公轮流担任，仅负责监察非行政）转呈理藩院审查，皇帝勅许:53。札萨克受当地駐防將軍、駐劄大臣的监督。实际蒙古地方行政，仍是由地方自治的扎萨克制度推动:68。内屬蒙古的“总管”、“副都统”等旗主由清廷选任，大多数情况下非世袭:48。雖然有文曰「〈內屬蒙古〉官不得世襲，事不得自專」，但內屬和外藩的稱謂並非判斷各類旗長是否能夠世襲的依據，盟旗制度的推行方式是非常灵活的，不限定于统一的模式。“喇嘛旗”因附属于寺庙，由藏傳佛教高僧（呼圖克圖、葛根等）担任“掌印札萨克达喇嘛”（Jasag Terigün Lama）。掌印札萨克喇嘛在旗内兼有宗教领袖和行政首领双重身份:10。
清灭准噶尔之后，清朝得以掌握新疆地区。伊犁將軍直接管辖的察哈尔营、锡伯营、厄鲁特营、索伦营设有总管:48。新疆北部的蒙古土尔扈特部、和硕特部编立扎萨克旗。在新疆东部的哈密、吐鲁番二地亦实行旗制，设有哈密扎萨克旗（哈密回王旗）、吐鲁番扎萨克旗。哈密扎萨克旗由哈密札薩克和碩親王额贝都拉家族世袭执政:6。乾隆十九年（1754年），清朝政府在瓜州以額敏和卓属下的回部民众设立吐鲁番扎萨克旗。日后，額敏和卓家族的爵位——吐魯番回部札薩克多羅郡王虽承袭至民国时期。但在同治三年（1864年），因新疆地区叛乱不断、人口流失，清朝政府在新疆地区实行改土归流，伯克和扎薩克成为虚职。光绪十年（1884年），新疆改建行省，清朝政府废除吐鲁番扎萨克旗，額敏和卓家族统治结束。但哈密扎萨克旗直至1930年才废除:48—49。
当代研究者指出，哈密扎萨克旗、吐鲁番扎萨克旗设置初期，旗下属民（回部民众）均为其农奴。扎薩克掌握本旗的行政、司法等权力。“生杀予夺，任旗长所为”:48。

## 中华民国大陆时期
中華民國大陸時期，民國政府基本保留了各地的蒙古族盟旗制度。沿用清制任命各旗札萨克，僅將原札萨克旗衙门改称旗公署。北洋政府时期，由蒙藏院转呈大总统命令照准。國民政府时期，由蒙藏委員會转呈行政院，最终由国民政府发布命令任命:53。
1930年6月，新疆省哈密扎萨克旗的末代哈密札薩克和碩親王沙木胡索特逝世。在当地农民和驻军支持下，省主席金樹仁废除王爵，撤销哈密回旗。其所属人民、土地归属哈密县以及新设的宜禾县、伊吾县。1938年开始，主政新疆的盛世才全面推行改土归流。1月，正式撤销伊犁屯垦使，原伊犁四营（察哈尔营、锡伯营、厄鲁特营、索伦营）改为四设治局，八旗制度随之消失。同时，对舊土爾扈特部、中路和硕特部，废除原有盟旗制度，但暂时保留盟长、固孜达（旗长）、藏根（章京，即佐领），固孜达兼任区长（這裡的「區」為區公所）、藏根兼任乡长。1939年，取消全部盟长、固孜达、藏根职务:48—51。
1932年满洲国成立并设立兴安局以后，7月5日宣布取消蒙古王公制度，组织旗公署，改札萨克为旗长。随后在内蒙古东部废除了盟部行政和札萨克王公，设立了兴安东、南、北3个分省，各旗隶属于兴安局。1939年蒙地奉上完成后，原有蒙古王公的封建权力均被废除，各蒙旗土地也被收归国有。各旗分别归属兴安东、西、南、北四省和热河省、锦州省，旗长均由满洲国国务院任命，与其他官员相同。
1945年8月，日本投降。国民政府光复内蒙古地区的失地后，恢复抗战之前的省县两级行政区建制。此后，内蒙古地区的民族自治问题成为政治讨论焦点。对于盟、旗及其相关定位，各方有不同观点。1946年制憲國民大會后期，由第八审委会审议盟旗相关争议。热河、察哈尔、绥远三省提交四项原则，最終認定盟不是与省（省政府）地位等同的行政机构；县、旗为自治单位，蒙汉共治。具体操作為：县、旗内蒙古族人占3/5，汉族人占2/5，以蒙古族人为县长或旗主持人，汉族人副之。县、旗内汉族人占3/4，蒙古族人占1/4，以汉族人为县长或旗主持人，蒙古族人副之。纯粹汉族人之县由汉人任县长，纯粹蒙古族之旗由蒙古族人主持旗务。省政府主席、委员、厅长（省政府下設各部門首長）则不分民族，以资历相当者充任:79。

## 中华人民共和国时期
中华人民共和国时期，旗做为行政区单位仅存于内蒙古自治区，1950年代呼伦贝尔新设三个非蒙古族的自治旗，分别是鄂伦春自治旗、鄂温克族自治旗和莫力达瓦达斡尔族自治旗。旗（包括自治旗）属于县级行政区，受地级市或盟领导。目前，地方各级人民政府实行首长负责制。包括旗长在内的各级地方行政首长职责为，主持本级人民政府的工作；领导本级人民政府依法行使宪法和法律赋予的职权；召集和主持本级人民政府会议，讨论决定政府工作中的重大问题:62。
与县长一样，在中国共产党一党专政背景下，旗的地方行政一把手实为旗委书记。旗长党内职务多仅次旗委书记，兼任旗委常委:62（旗委副书记）。
2015年统计数据中，鄂伦春自治旗的主體民族鄂伦春族人口2733，约占人口的1.07%；鄂温克族自治旗的主体民族鄂温克族人口11474，约占总人口的8.21%；莫力达瓦达斡尔族自治旗的主体民族达斡尔族人口32866，约占总人口的10.30%。根据《中华人民共和国选举法》、《内蒙古自治区各级人民代表大会选举实施细则》，以及三个自治旗的《自治条例》规定，这三个主体民族做为自治旗法定立法主体的民族构成，在人民代表选举中享有优待，其代表比例超过汉族和其他少数民族。三个自治旗代表大会选举的国家机关领导人——旗长、副旗长、人大常委会主任、副主任、人民法院院长、人民检察院检察长，均以本旗主体民族和其他少数民族为主。其中，鄂伦春自治旗第六届至第十一届代表大会选举的旗长、人大常委会主任均是鄂伦春族；鄂温克族自治旗第六届至第十一届代表大会选举的旗长、人大常委会主任均是鄂温克族；莫力达瓦达斡尔族自治旗第六届至第十一届代表大会选举的旗长、人大常委会主任均是达斡尔族:20，23—24。